# Llista de topònims de Ginestar
Llista de topònims (noms propis de lloc) del municipi de Ginestar, a la Ribera d'Ebre
Informació actualitzada per un bot. Els canvis manuals es perdran quan s'actualitzi!

## cabana
| imatge | Nom                          | Ubicat a | instància de | Detalls | coordenades                                                          | Protecció | Commons (més fotos) | Dades a WD                    |
| ------ | ---------------------------- | -------- | ------------ | ------- | -------------------------------------------------------------------- | --------- | ------------------- | ----------------------------- |
|        | Quereta de Marcó             | Ginestar | cabana       |         | 41° 02′ 54″ N, 0° 38′ 26″ E / 41.048287858819°N,0.6406089519003°E    |           |                     | Modifica les dades a Wikidata |
|        | Sénia de Llagent             | Ginestar | cabana       |         | 41° 02′ 52″ N, 0° 37′ 33″ E / 41.047684462622°N,0.625893339752717°E  |           |                     | Modifica les dades a Wikidata |
|        | Sénia de Pallissa            | Ginestar | cabana       |         | 41° 02′ 49″ N, 0° 38′ 36″ E / 41.0469961338089°N,0.643252653438262°E |           |                     | Modifica les dades a Wikidata |
|        | Sénia de Pep                 | Ginestar | cabana       |         | 41° 02′ 33″ N, 0° 37′ 49″ E / 41.0424134203673°N,0.630175308239755°E |           |                     | Modifica les dades a Wikidata |
|        | Sénia de Pepe el Flare       | Ginestar | cabana       |         | 41° 02′ 02″ N, 0° 37′ 38″ E / 41.0338591913899°N,0.627234917045768°E |           |                     | Modifica les dades a Wikidata |
|        | Sénia de Tupí                | Ginestar | cabana       |         | 41° 02′ 43″ N, 0° 38′ 18″ E / 41.0451548133566°N,0.638226421790594°E |           |                     | Modifica les dades a Wikidata |
|        | Sénia de l'Antonet           | Ginestar | cabana       |         | 41° 02′ 55″ N, 0° 37′ 37″ E / 41.04866300592°N,0.62704791964755°E    |           |                     | Modifica les dades a Wikidata |
|        | Sénia de l'Elisa             | Ginestar | cabana       |         | 41° 02′ 55″ N, 0° 37′ 42″ E / 41.0484746651222°N,0.628399129037276°E |           |                     | Modifica les dades a Wikidata |
|        | Sénia de la Filomena         | Ginestar | cabana       |         | 41° 02′ 43″ N, 0° 37′ 41″ E / 41.0452886998222°N,0.628085283495087°E |           |                     | Modifica les dades a Wikidata |
|        | Sénia del Nicolau            | Ginestar | cabana       |         | 41° 02′ 54″ N, 0° 37′ 35″ E / 41.0482469639026°N,0.626527480742994°E |           |                     | Modifica les dades a Wikidata |
|        | caseta de Beset              | Ginestar | cabana       |         | 41° 00′ 36″ N, 0° 37′ 44″ E / 41.0101330806613°N,0.62891913024766°E  |           |                     | Modifica les dades a Wikidata |
|        | caseta de Beset de Col       | Ginestar | cabana       |         | 41° 00′ 19″ N, 0° 37′ 44″ E / 41.0053506373617°N,0.628936085548261°E |           |                     | Modifica les dades a Wikidata |
|        | caseta de Burgos             | Ginestar | cabana       |         | 41° 01′ 48″ N, 0° 39′ 10″ E / 41.0299150735653°N,0.652782945675565°E |           |                     | Modifica les dades a Wikidata |
|        | caseta de Cano               | Ginestar | cabana       |         | 41° 02′ 31″ N, 0° 38′ 31″ E / 41.0418828549761°N,0.642067069787725°E |           |                     | Modifica les dades a Wikidata |
|        | caseta de Colomer            | Ginestar | cabana       |         | 41° 00′ 57″ N, 0° 38′ 40″ E / 41.0157948460034°N,0.64454401276519°E  |           |                     | Modifica les dades a Wikidata |
|        | caseta de Diego              | Ginestar | cabana       |         | 41° 01′ 01″ N, 0° 37′ 40″ E / 41.0168675443304°N,0.627904546269381°E |           |                     | Modifica les dades a Wikidata |
|        | caseta de Jena               | Ginestar | cabana       |         | 41° 01′ 17″ N, 0° 39′ 10″ E / 41.0213876073398°N,0.65289560284829°E  |           |                     | Modifica les dades a Wikidata |
|        | caseta de Joan d'Ambròsio    | Ginestar | cabana       |         | 41° 01′ 51″ N, 0° 39′ 15″ E / 41.0309694724212°N,0.654137142557926°E |           |                     | Modifica les dades a Wikidata |
|        | caseta de Joaquim del Llogat | Ginestar | cabana       |         | 41° 01′ 38″ N, 0° 39′ 01″ E / 41.0271177908625°N,0.650325153434093°E |           |                     | Modifica les dades a Wikidata |
|        | caseta de Lluís              | Ginestar | cabana       |         | 41° 02′ 13″ N, 0° 37′ 23″ E / 41.0369352662139°N,0.623091788823245°E |           |                     | Modifica les dades a Wikidata |
|        | caseta de Margalef           | Ginestar | cabana       |         | 41° 01′ 49″ N, 0° 38′ 51″ E / 41.0301783874991°N,0.647587623164363°E |           |                     | Modifica les dades a Wikidata |
|        | caseta de Maria              | Ginestar | cabana       |         | 41° 02′ 02″ N, 0° 39′ 18″ E / 41.0338147880439°N,0.654975798073283°E |           |                     | Modifica les dades a Wikidata |
|        | caseta de Mixola             | Ginestar | cabana       |         | 41° 02′ 09″ N, 0° 39′ 19″ E / 41.0357676339052°N,0.655334694742706°E |           |                     | Modifica les dades a Wikidata |
|        | caseta de Mussapo            | Ginestar | cabana       |         | 41° 00′ 40″ N, 0° 38′ 57″ E / 41.0110182351981°N,0.64925657868823°E  |           |                     | Modifica les dades a Wikidata |
|        | caseta de Parro              | Ginestar | cabana       |         | 41° 02′ 46″ N, 0° 38′ 16″ E / 41.0460643315352°N,0.637777480406482°E |           |                     | Modifica les dades a Wikidata |
|        | caseta de Pellissa           | Ginestar | cabana       |         | 41° 00′ 44″ N, 0° 37′ 20″ E / 41.012285487182°N,0.622349344647217°E  |           |                     | Modifica les dades a Wikidata |
|        | caseta de Pep de Rueda       | Ginestar | cabana       |         | 41° 00′ 36″ N, 0° 38′ 11″ E / 41.0100604292476°N,0.636341577295489°E |           |                     | Modifica les dades a Wikidata |
|        | caseta de Pere de Santiago   | Ginestar | cabana       |         | 41° 02′ 47″ N, 0° 37′ 50″ E / 41.0464303597508°N,0.63060219064924°E  |           |                     | Modifica les dades a Wikidata |
|        | caseta de Sunyer             | Ginestar | cabana       |         | 41° 02′ 50″ N, 0° 37′ 49″ E / 41.0472607977296°N,0.6302511535354°E   |           |                     | Modifica les dades a Wikidata |
|        | caseta de Tauleret           | Ginestar | cabana       |         | 41° 02′ 37″ N, 0° 37′ 36″ E / 41.0436640340715°N,0.626608960303972°E |           |                     | Modifica les dades a Wikidata |
|        | caseta de Tomàs de Cullera   | Ginestar | cabana       |         | 41° 02′ 53″ N, 0° 38′ 22″ E / 41.0481495936426°N,0.639320943514253°E |           |                     | Modifica les dades a Wikidata |
|        | caseta de Troncal            | Ginestar | cabana       |         | 41° 00′ 44″ N, 0° 38′ 52″ E / 41.012284006563°N,0.647725164028429°E  |           |                     | Modifica les dades a Wikidata |
|        | caseta de Txevarria          | Ginestar | cabana       |         | 41° 02′ 05″ N, 0° 39′ 07″ E / 41.0346007963534°N,0.65199787612387°E  |           |                     | Modifica les dades a Wikidata |
|        | caseta de Valeret            | Ginestar | cabana       |         | 41° 01′ 25″ N, 0° 38′ 51″ E / 41.0235040969068°N,0.647587405227577°E |           |                     | Modifica les dades a Wikidata |
|        | caseta de Valero             | Ginestar | cabana       |         | 41° 02′ 39″ N, 0° 37′ 29″ E / 41.0441322810566°N,0.624855179693414°E |           |                     | Modifica les dades a Wikidata |
|        | caseta de l'Agustí           | Ginestar | cabana       |         | 41° 02′ 43″ N, 0° 37′ 29″ E / 41.0452578229909°N,0.624838481942534°E |           |                     | Modifica les dades a Wikidata |
|        | caseta de l'Antoni           | Ginestar | cabana       |         | 41° 02′ 28″ N, 0° 39′ 06″ E / 41.0411328080341°N,0.651646654659032°E |           |                     | Modifica les dades a Wikidata |
|        | caseta de l'Estadella        | Ginestar | cabana       |         | 41° 02′ 45″ N, 0° 37′ 45″ E / 41.0458037941946°N,0.629042348715753°E |           |                     | Modifica les dades a Wikidata |
|        | caseta de l'Estanquer        | Ginestar | cabana       |         | 41° 02′ 19″ N, 0° 39′ 03″ E / 41.0385652790037°N,0.650738703340817°E |           |                     | Modifica les dades a Wikidata |
|        | caseta de l'Ismael           | Ginestar | cabana       |         | 41° 02′ 35″ N, 0° 38′ 47″ E / 41.0429185978911°N,0.646467554012271°E |           |                     | Modifica les dades a Wikidata |
|        | caseta de la Ginesta         | Ginestar | cabana       |         | 41° 00′ 27″ N, 0° 39′ 02″ E / 41.0073860362487°N,0.650467756320585°E |           |                     | Modifica les dades a Wikidata |
|        | caseta del Bep               | Ginestar | cabana       |         | 41° 00′ 54″ N, 0° 39′ 06″ E / 41.0151191691425°N,0.651596088798959°E |           |                     | Modifica les dades a Wikidata |
|        | caseta del Finonet de Col    | Ginestar | cabana       |         | 41° 00′ 32″ N, 0° 38′ 13″ E / 41.0089370857753°N,0.636904929030405°E |           |                     | Modifica les dades a Wikidata |
|        | caseta del Nen               | Ginestar | cabana       |         | 41° 00′ 42″ N, 0° 38′ 04″ E / 41.0116677724937°N,0.634345857445311°E |           |                     | Modifica les dades a Wikidata |
|        | caseta del Simonet           | Ginestar | cabana       |         | 41° 00′ 19″ N, 0° 38′ 46″ E / 41.0051874815996°N,0.646015831948966°E |           |                     | Modifica les dades a Wikidata |
|        | l'Illa Gran de Margalef      | Ginestar | cabana       |         | 41° 02′ 33″ N, 0° 37′ 30″ E / 41.0423866906432°N,0.624941766855345°E |           |                     | Modifica les dades a Wikidata |

## casa
| imatge | Nom                               | Ubicat a | instància de | Detalls                                          | coordenades                                                                     | Protecció                                  | Commons (més fotos)      | Dades a WD                    |
| ------ | --------------------------------- | -------- | ------------ | ------------------------------------------------ | ------------------------------------------------------------------------------- | ------------------------------------------ | ------------------------ | ----------------------------- |
|        | Ca Conrado                        | Ginestar | casa         | Estil: arquitectura popular 17th century         | 41° 02′ 31″ N, 0° 38′ 01″ E / 41.042°N,0.63358°E ca:Carrer Ample, 14 24 msnm    | bé cultural d'interès local                | Ca Conrado (Ginestar)    | Modifica les dades a Wikidata |
|        | Ca Garbinada                      | Ginestar | casa         | Estil: arquitectura popular                      | 41° 02′ 28″ N, 0° 37′ 54″ E / 41.041033°N,0.631803°E                            | bé cultural d'interès local                |                          | Modifica les dades a Wikidata |
|        | Ca Marcó                          | Ginestar | casa         | Estil: arquitectura eclèctica 1904               | 41° 02′ 31″ N, 0° 38′ 01″ E / 41.04199°N,0.63348°E ca:Carrer Ample, 20 23 msnm  | bé cultural d'interès local                | Ca Marcó (Ginestar)      | Modifica les dades a Wikidata |
|        | Ca Margalef                       | Ginestar | casa         | Estil: arquitectura barroca                      | 41° 02′ 31″ N, 0° 38′ 06″ E / 41.04202°N,0.634936°E                             | bé cultural d'interès local                |                          | Modifica les dades a Wikidata |
|        | Ca Pellisa                        | Ginestar | casa         | Estil: arquitectura popular                      | 41° 02′ 31″ N, 0° 38′ 02″ E / 41.04203°N,0.63375°E                              | bé cultural d'interès local                |                          | Modifica les dades a Wikidata |
|        | Ca Selucano                       | Ginestar | casa         | Estil: arquitectura barroca arquitectura popular | 41° 02′ 31″ N, 0° 38′ 00″ E / 41.042001°N,0.633295°E                            | bé cultural d'interès local                |                          | Modifica les dades a Wikidata |
|        | Ca Tramontà                       | Ginestar | casa         | Estil: arquitectura popular 1804                 | 41° 02′ 32″ N, 0° 38′ 03″ E / 41.04232°N,0.63423°E ca:Carrer Ample, 23 23 msnm  | bé cultural d'interès local                | Ca Tramontà (Ginestar)   | Modifica les dades a Wikidata |
|        | Ca Valero                         | Ginestar | casa         | Estil: arquitectura popular                      | 41° 02′ 29″ N, 0° 37′ 55″ E / 41.041479°N,0.632013°E                            | bé integrant del patrimoni cultural català |                          | Modifica les dades a Wikidata |
|        | Cal Calderer                      | Ginestar | casa         | Estil: arquitectura popular                      | 41° 02′ 32″ N, 0° 38′ 07″ E / 41.042107°N,0.635179°E                            | bé cultural d'interès local                |                          | Modifica les dades a Wikidata |
|        | Cal Ferrer                        | Ginestar | casa         | Estil: arquitectura popular 20th century         | 41° 02′ 32″ N, 0° 38′ 07″ E / 41.04221°N,0.635163°E ca:Pla del Pou, 5 22 msnm   | bé cultural d'interès local                | Pla del Pou 5 (Ginestar) | Modifica les dades a Wikidata |
|        | Cal Pubill                        | Ginestar | casa         | Estil: arquitectura popular 20th century         | 41° 02′ 32″ N, 0° 37′ 59″ E / 41.042169°N,0.632952°E ca:Carrer Ample, 1 25 msnm | bé cultural d'interès local                | Casa al Carrer Ample, 1  | Modifica les dades a Wikidata |
|        | edifici al carrer Ample, 11       | Ginestar | casa         |                                                  | 41° 02′ 32″ N, 0° 38′ 01″ E / 41.042182°N,0.633617°E                            | bé cultural d'interès local                |                          | Modifica les dades a Wikidata |
|        | edifici al carrer Carme Vidal, 3  | Ginestar | casa         | Estil: arquitectura popular                      | 41° 02′ 33″ N, 0° 37′ 57″ E / 41.042623°N,0.63261°E                             | bé cultural d'interès local                |                          | Modifica les dades a Wikidata |
|        | edifici al carrer Carme Vidal, 5  | Ginestar | casa         | Estil: arquitectura popular                      | 41° 02′ 34″ N, 0° 37′ 57″ E / 41.042676°N,0.632578°E                            | bé cultural d'interès local                |                          | Modifica les dades a Wikidata |
|        | edifici al carrer Reus, 3         | Ginestar | casa         | Estil: arquitectura popular                      | 41° 02′ 32″ N, 0° 38′ 07″ E / 41.042343°N,0.635282°E                            | bé cultural d'interès local                |                          | Modifica les dades a Wikidata |
|        | edifici al carrer Reus, 34-40     | Ginestar | casa         | Estil: arquitectura popular                      | 41° 02′ 34″ N, 0° 38′ 13″ E / 41.042762°N,0.637073°E                            | bé cultural d'interès local                |                          | Modifica les dades a Wikidata |
|        | edifici al carrer Sant Antoni, 10 | Ginestar | casa         | Estil: arquitectura popular                      | 41° 02′ 33″ N, 0° 38′ 00″ E / 41.042503°N,0.633366°E                            | bé cultural d'interès local                |                          | Modifica les dades a Wikidata |
|        | edifici al carrer Sant Antoni, 29 | Ginestar | casa         | Estil: arquitectura eclèctica                    | 41° 02′ 33″ N, 0° 38′ 00″ E / 41.042606°N,0.633275°E                            | bé cultural d'interès local                |                          | Modifica les dades a Wikidata |
|        | edifici al carrer Valleta, 19     | Ginestar | casa         | Estil: arquitectura popular                      | 41° 02′ 30″ N, 0° 38′ 00″ E / 41.0416°N,0.633452°E                              | bé cultural d'interès local                |                          | Modifica les dades a Wikidata |
|        | edifici al carrer Valleta, 27     | Ginestar | casa         | Estil: arquitectura popular                      | 41° 02′ 30″ N, 0° 37′ 58″ E / 41.041585°N,0.632916°E                            | bé cultural d'interès local                |                          | Modifica les dades a Wikidata |

## església
| imatge | Nom                                | Ubicat a | instància de     | Detalls                                                      | coordenades                                                                      | Protecció                   | Commons (més fotos)                          | Dades a WD                    |
| ------ | ---------------------------------- | -------- | ---------------- | ------------------------------------------------------------ | -------------------------------------------------------------------------------- | --------------------------- | -------------------------------------------- | ----------------------------- |
|        | Ermita de Sant Isidre              | Ginestar | església capella | Estil: arquitectura barroca arquitectura popular             | 41° 02′ 18″ N, 0° 38′ 25″ E / 41.03826°N,0.64032°E                               | bé cultural d'interès local |                                              | Modifica les dades a Wikidata |
|        | església de Sant Martí de Ginestar | Ginestar | església         | Estil: arquitectura popular arquitectura gòtica 13rd century | 41° 02′ 34″ N, 0° 38′ 00″ E / 41.04285°N,0.63345°E ca:C. Carmen Vidal, 3 21 msnm | bé cultural d'interès local | Ginestar Old Church                          | Modifica les dades a Wikidata |
|        | església parroquial de Sant Martí  | Ginestar | església         | Estil: arquitectura barroca                                  | 41° 02′ 31″ N, 0° 37′ 57″ E / 41.04187°N,0.63251°E                               | bé cultural d'interès local | Església parroquial de Sant Martí (Ginestar) | Modifica les dades a Wikidata |

## granja
| imatge | Nom                 | Ubicat a | instància de | Detalls | coordenades                                                          | Protecció | Commons (més fotos) | Dades a WD                    |
| ------ | ------------------- | -------- | ------------ | ------- | -------------------------------------------------------------------- | --------- | ------------------- | ----------------------------- |
|        | Granja d'Arnós      | Ginestar | granja       |         | 41° 02′ 35″ N, 0° 37′ 47″ E / 41.0429740891808°N,0.629845870385207°E |           |                     | Modifica les dades a Wikidata |
|        | Granja de Berrusca  | Ginestar | granja       |         | 41° 02′ 43″ N, 0° 38′ 48″ E / 41.0452806297373°N,0.646573707953682°E |           |                     | Modifica les dades a Wikidata |
|        | Granja de Curro     | Ginestar | granja       |         | 41° 02′ 50″ N, 0° 38′ 53″ E / 41.0472283452177°N,0.648003358762552°E |           |                     | Modifica les dades a Wikidata |
|        | Granja del Calderer | Ginestar | granja       |         | 41° 01′ 25″ N, 0° 37′ 20″ E / 41.0236874005062°N,0.622295873627552°E |           |                     | Modifica les dades a Wikidata |

## masia
| imatge | Nom                       | Ubicat a | instància de | Detalls | coordenades                                                          | Protecció | Commons (més fotos) | Dades a WD                    |
| ------ | ------------------------- | -------- | ------------ | ------- | -------------------------------------------------------------------- | --------- | ------------------- | ----------------------------- |
|        | Caseta d'Escoda           | Ginestar | masia        |         | 41° 02′ 01″ N, 0° 37′ 11″ E / 41.0335624114381°N,0.619834996374205°E |           |                     | Modifica les dades a Wikidata |
|        | Caseta de Besa            | Ginestar | masia        |         | 41° 01′ 56″ N, 0° 37′ 52″ E / 41.0323083923848°N,0.631096956415835°E |           |                     | Modifica les dades a Wikidata |
|        | Caseta de Brunet          | Ginestar | masia        |         | 41° 02′ 46″ N, 0° 39′ 13″ E / 41.0460163148486°N,0.653495490962491°E |           |                     | Modifica les dades a Wikidata |
|        | Caseta de Calderer        | Ginestar | masia        |         | 41° 02′ 27″ N, 0° 38′ 34″ E / 41.0407517097863°N,0.642690382040702°E |           |                     | Modifica les dades a Wikidata |
|        | Caseta de Costa           | Ginestar | masia        |         | 41° 02′ 10″ N, 0° 37′ 16″ E / 41.0362100108254°N,0.621119452529777°E |           |                     | Modifica les dades a Wikidata |
|        | Caseta de Cova            | Ginestar | masia        |         | 41° 02′ 02″ N, 0° 37′ 03″ E / 41.0339847280767°N,0.617607294771959°E |           |                     | Modifica les dades a Wikidata |
|        | Caseta de Farico          | Ginestar | masia        |         | 41° 02′ 10″ N, 0° 37′ 25″ E / 41.0359847292633°N,0.623732666879952°E |           |                     | Modifica les dades a Wikidata |
|        | Caseta de Garrió          | Ginestar | masia        |         | 41° 01′ 33″ N, 0° 39′ 13″ E / 41.02588889°N,0.65349444°E             |           |                     | Modifica les dades a Wikidata |
|        | Caseta de Joan de Galefa  | Ginestar | masia        |         | 41° 02′ 13″ N, 0° 38′ 54″ E / 41.0369942129883°N,0.648344088740357°E |           |                     | Modifica les dades a Wikidata |
|        | Caseta de Josep de Pubill | Ginestar | masia        |         | 41° 02′ 13″ N, 0° 37′ 09″ E / 41.0369872963275°N,0.619069199700185°E |           |                     | Modifica les dades a Wikidata |
|        | Caseta de Nunes           | Ginestar | masia        |         | 41° 02′ 03″ N, 0° 37′ 49″ E / 41.034263114634°N,0.630229873345153°E  |           |                     | Modifica les dades a Wikidata |
|        | Caseta de Postal          | Ginestar | masia        |         | 41° 02′ 36″ N, 0° 38′ 30″ E / 41.0434511327614°N,0.641677952866985°E |           |                     | Modifica les dades a Wikidata |
|        | Caseta de Roc             | Ginestar | masia        |         | 41° 02′ 26″ N, 0° 38′ 40″ E / 41.040614017327°N,0.644325089596592°E  |           |                     | Modifica les dades a Wikidata |
|        | Caseta de Xavarria        | Ginestar | masia        |         | 41° 01′ 47″ N, 0° 36′ 46″ E / 41.029699342824°N,0.61272697586481°E   |           |                     | Modifica les dades a Wikidata |
|        | Caseta de l'Astradrell    | Ginestar | masia        |         | 41° 00′ 52″ N, 0° 38′ 09″ E / 41.01444722°N,0.63579111°E             |           |                     | Modifica les dades a Wikidata |
|        | Caseta de la Remei        | Ginestar | masia        |         | 41° 02′ 24″ N, 0° 37′ 18″ E / 41.0400671735022°N,0.621658581398428°E |           |                     | Modifica les dades a Wikidata |
|        | Caseta del Flaquet        | Ginestar | masia        |         | 41° 01′ 52″ N, 0° 37′ 15″ E / 41.0310409952514°N,0.620734683811738°E |           |                     | Modifica les dades a Wikidata |
|        | Mas de Dalt               | Ginestar | masia        |         | 41° 02′ 25″ N, 0° 39′ 40″ E / 41.0401443204741°N,0.661056032031058°E |           |                     | Modifica les dades a Wikidata |
|        | Mas de Pino               | Ginestar | masia        |         | 41° 02′ 26″ N, 0° 39′ 31″ E / 41.040551293107°N,0.65872967259485°E   |           |                     | Modifica les dades a Wikidata |
|        | Mas de Sant Vicenç        | Ginestar | masia        |         | 41° 01′ 34″ N, 0° 36′ 23″ E / 41.02616944°N,0.60627778°E             |           |                     | Modifica les dades a Wikidata |
|        | Sènia de Pepe el Flare    | Ginestar | masia        |         | 41° 02′ 02″ N, 0° 37′ 38″ E / 41.0338591913899°N,0.627234917045768°E |           |                     | Modifica les dades a Wikidata |
|        | Sénia de Cuerpo           | Ginestar | masia        |         | 41° 02′ 26″ N, 0° 37′ 28″ E / 41.0404288724406°N,0.624345998783324°E |           |                     | Modifica les dades a Wikidata |
|        | Sénia de Lluís            | Ginestar | masia        |         | 41° 02′ 54″ N, 0° 38′ 27″ E / 41.0482248010848°N,0.640793564041401°E |           |                     | Modifica les dades a Wikidata |
|        | Sénia de Margalef         | Ginestar | masia        |         | 41° 02′ 17″ N, 0° 37′ 26″ E / 41.0380952409575°N,0.623870848822645°E |           |                     | Modifica les dades a Wikidata |
|        | Sénia de Quercons         | Ginestar | masia        |         | 41° 02′ 23″ N, 0° 37′ 48″ E / 41.0396156977978°N,0.629906937059334°E |           |                     | Modifica les dades a Wikidata |
|        | Sénia de Roseta           | Ginestar | masia        |         | 41° 02′ 02″ N, 0° 37′ 20″ E / 41.0338800476936°N,0.622131189318343°E |           |                     | Modifica les dades a Wikidata |
|        | Sénia de Tomaquito        | Ginestar | masia        |         | 41° 02′ 04″ N, 0° 37′ 16″ E / 41.0345239896255°N,0.621037440218459°E |           |                     | Modifica les dades a Wikidata |
|        | Sénia de Torà             | Ginestar | masia        |         | 41° 02′ 16″ N, 0° 37′ 53″ E / 41.0376459591772°N,0.631357537702152°E |           |                     | Modifica les dades a Wikidata |
|        | Sénia del Ferreret        | Ginestar | masia        |         | 41° 02′ 11″ N, 0° 37′ 19″ E / 41.0365254320701°N,0.622000255235239°E |           |                     | Modifica les dades a Wikidata |
|        | Sénia del Moliner         | Ginestar | masia        |         | 41° 02′ 11″ N, 0° 37′ 39″ E / 41.036379619025°N,0.6275963933227°E    |           |                     | Modifica les dades a Wikidata |
|        | l'Aubasta                 | Ginestar | masia        |         | 41° 02′ 01″ N, 0° 37′ 05″ E / 41.0337240573275°N,0.618068708182507°E |           |                     | Modifica les dades a Wikidata |

## serra
| imatge | Nom                  | Ubicat a         | instància de | Detalls | coordenades                                                         | Protecció | Commons (més fotos) | Dades a WD                    |
| ------ | -------------------- | ---------------- | ------------ | ------- | ------------------------------------------------------------------- | --------- | ------------------- | ----------------------------- |
|        | coll de Marcó        | Ginestar Tivissa | serra        |         | 41° 01′ 55″ N, 0° 39′ 37″ E / 41.03194444°N,0.66023889°E 235.6 msnm |           |                     | Modifica les dades a Wikidata |
|        | collet de la Basseta | Ginestar         | serra        |         | 41° 01′ 59″ N, 0° 39′ 03″ E / 41.03316667°N,0.65069611°E 116.5 msnm |           |                     | Modifica les dades a Wikidata |

## Misc
| imatge | Nom                              | Ubicat a                                    | instància de                                   | Detalls                                                  | coordenades                                                                                                  | Protecció                      | Commons (més fotos)              | Dades a WD                    |
| ------ | -------------------------------- | ------------------------------------------- | ---------------------------------------------- | -------------------------------------------------------- | --- | ------------------------------ | -------------------------------- | ----------------------------- |
|        | Barranc de Gàfols                | Ginestar                                    | jaciment arqueològic                           |                                                          | 41° 02′ 02″ N, 0° 37′ 38″ E / 41.033889°N,0.627222°E                                                         |                                | Barranc de Gàfols                | Modifica les dades a Wikidata |
|        | Cooperativa Agrícola de Ginestar | Ginestar                                    | edifici                                        | Estil: arquitectura popular                              | 41° 02′ 30″ N, 0° 38′ 04″ E / 41.04166°N,0.634464°E                                                          | bé cultural d'interès local    |                                  | Modifica les dades a Wikidata |
|        | Ebre                             | Cantàbria País Basc Navarra Aragó Catalunya | riu                                            | Desemboca: mar Mediterrània Llarg: 910km Conca: 86800km² | 43° 02′ 15″ N, 4° 22′ 12″ O / 43.0375°N,4.37°O 40° 43′ 43″ N, 0° 52′ 09″ E / 40.728527°N,0.869293°E          |                                | Ebro River                       | Modifica les dades a Wikidata |
|        | Escuts de l'església de Ginestar | Ginestar                                    | element arquitectònic                          | Estil: arquitectura barroca                              | 41° 02′ 31″ N, 0° 37′ 58″ E / 41.042011°N,0.632736°E                                                         | bé cultural d'interès nacional | Escuts de l'església de Ginestar | Modifica les dades a Wikidata |
|        | Ginestar                         | Ginestar                                    | entitat singular de població capital municipal | 800 hab                                                  | 41° 02′ 31″ N, 0° 37′ 58″ E / 41.04184°N,0.6329°E 26 msnm                                                    |                                |                                  | Modifica les dades a Wikidata |
|        | Pont de Pubill                   | Ginestar                                    | pont                                           |                                                          | 41° 02′ 46″ N, 0° 38′ 47″ E / 41.0461337389398°N,0.64644811850455°E                                          |                                |                                  | Modifica les dades a Wikidata |
|        | casa consistorial de Ginestar    | Ginestar                                    | casa consistorial                              |                                                          | 41° 02′ 32″ N, 0° 38′ 04″ E / 41.0422555°N,0.6344115°E                                                       |                                | Town hall of Ginestar            | Modifica les dades a Wikidata |
|        | nucli històric de Ginestar       | Ginestar                                    | centre històric                                | Estil: arquitectura popular 18th century                 | 41° 02′ 31″ N, 0° 37′ 58″ E / 41.04203°N,0.63265°E ca:C. Ample, c. Carme Vidal, c. Petritxol, del Borró, Nou | bé cultural d'interès local    | Nucli històric de Ginestar       | Modifica les dades a Wikidata |